# McCandless Township
McCandless és una població dels Estats Units a l'estat de Pennsilvània. Segons el cens del 2000 tenia 29.022 habitants.

## Demografia
Segons el cens del 2000, McCandless tenia 29.022 habitants, 11.159 habitatges, i 7.922 famílies. La densitat de població era de 677,5 habitants/km².
Dels 11.159 habitatges en un 32,2% hi vivien nens de menys de 18 anys, en un 62,8% hi vivien parelles casades, en un 6,1% dones solteres, i en un 29% no eren unitats familiars. En el 25% dels habitatges hi vivien persones soles el 8,9% de les quals corresponia a persones de 65 anys o més que vivien soles. El nombre mitjà de persones vivint en cada habitatge era de 2,49 i el nombre mitjà de persones que vivien en cada família era de 3,02.
Per edats la població es repartia de la següent manera: un 23,6% tenia menys de 18 anys, un 6,8% entre 18 i 24, un 27,8% entre 25 i 44, un 25,8% de 45 a 60 i un 16,1% 65 anys o més.
L'edat mediana era de 40 anys. Per cada 100 dones de 18 o més anys hi havia 86,9 homes.
La renda mediana per habitatge era de 62.159 $ i la renda mediana per família de 73.482 $. Els homes tenien una renda mediana de 57.415 $ mentre que les dones 33.319 $. La renda per capita de la població era de 31.792 $. Entorn del 2,2% de les famílies i el 4% de la població estaven per davall del llindar de pobresa.

## Poblacions més properes
El següent diagrama mostra les poblacions més properes.